# 小倉行春
小倉 行春（おぐら ゆきはる）は、戦国時代から江戸時代初期にかけての武将。
古文書で確認できる実名は良清（よしきよ）、通称は天正19年（1591年）頃には「孫作」と呼ばれていたが、文禄3年（1594年）頃には「作左衛門尉」と呼ばれている。

## 生涯

### 蒲生氏に臣従
南近江の国人・小倉氏の当主である小倉実隆の次男として生まれる。度重なる内訌によって衰退した小倉氏は実隆死後は蒲生氏の傘下に入り、佐久良城主であった行春も従兄弟に当たる蒲生氏郷の家臣として働く事になる。
氏郷の家臣としては日野時代からの古参であり、天正10年（1582年）の本能寺の変の際には日野城を守り、天正12年（1584年）の小牧・長久手の戦いでも伊勢で戦っている。妻に氏郷の妹を娶り、蒲生氏の準一門として結び付きを強めた。

### 氏郷の会津若松時代
天正18年（1590年）に氏郷が伊勢から陸奥会津42万石に加増転封されると行春は南山城代となり6300石を領し、蒲生家が92万石に加増されると行春の所領も1万石に加増された。南山城時代には南山城の改修を行っている。
氏郷が死去し、後を継いだ秀行が宇都宮18万石に減封になった後も引き続き仕え、慶長5年（1600年）の関ヶ原の戦い後に秀行が会津60万石に復した際には再び南山城代6000石の領主となった。しかしながら慶長14年（1609年）に蒲生家中で蒲生郷成と岡重政が対立して、郷成が重政の専横に怒り出奔することになった時には行春も蒲生家を去った。

### 大坂入り
浪人となった行春は、蒲生家出奔の原因となった岡重政が失脚し、郷成などが蒲生家に復した時にも蒲生家には戻らず、豊臣秀頼に仕えた。
そして大坂の陣でも終始豊臣方に与して戦い、慶長20年（1615年）に起きた大坂夏の陣の道明寺の戦いなどに参加した。夏の陣における最終決戦となった天王寺・岡山の戦いでは、明石全登とともに家康本陣に突撃するが、戦場を離脱。牢人としてその生を終えたという。